# Рэй, Кристофер
Кри́стофер А́шер Рэй (англ. Christopher Asher Wray; род. 17 декабря 1966, Нью-Йорк, Нью-Йорк) — американский государственный деятель. В 2003—2005 годах заместитель генерального прокурора США. Директор Федерального бюро расследований США (2017—2025).

## Биография

### Ранние годы
Сын Сесила Рэя, партнёра в нью-йоркской юридической фирме Debevoise & Plimpton, и Гилды Гейтс, директора программ в Charles Hayden Foundation, окончил престижную Академию Филлипса в Андовере.
В 1989 году окончил Йельский университет, в 1992 году получил юридическое образование в Йельской школе права.

### Профессиональная карьера
В 1992 году начал работать в офисе судьи Джона Майкла Латтига в апелляционном суде в Вирджинии, а в 1993 году открыл собственную адвокатскую практику в Атланте. В 1997 году стал помощником федерального прокурора в Северном округе Джорджии, с 2001 года работал помощником заместителя генерального прокурора США, в том же году был повышен в должности до старшего помощника.
В 2003—2005 годах возглавлял Криминальный отдел Министерства юстиции США, где руководил целевой группой по вопросам корпоративного мошенничества и группой по делу корпорации Enron. Впоследствии стал партнёром в юридической фирме King & Spalding.
Получил известность как успешный адвокат губернатора Нью-Джерси Криса Кристи, спасший своего доверителя от всех обвинений в ходе разбирательства скандала «Бриджгейт» (Fort Lee lane closure scandal — команду Кристи обвиняли в преднамеренном перекрытии в сентябре 2013 года нескольких полос автомобильного движения через Форт-Ли к мосту Джорджа Вашингтона и провоцировании тем самым значительных транспортных проблем из-за политического конфликта с мэром города — демократом Марком Соколичем). За период с 2008 по 2016 год пожертвовал 35 тыс. долларов в фонды Республиканской партии, в том числе на избирательные кампании конгрессмена, впоследствии — министра здравоохранения в кабинете Трампа Томаса Прайса и сенатора Дэвида Пердью — двоюродного брата министра сельского хозяйства Сонни Пердью.

### Директор ФБР
7 июня 2017 года президент Дональд Трамп сообщил в своём Твиттере о намерении предложить кандидатуру Кристофера А. Рэя на должность директора ФБР.
12 июля 2017 года состоялись слушания Кристофера Рэя в Комитете Сената США по юстиции, в ходе которых он заявил о намерении, в случае вступления в должность директора ФБР, хранить верность Конституции и закону, а не администрации президента Трампа.
1 августа 2017 года сенат США большинством 92 голоса против 5 утвердил Кристофера Рэя новым руководителем Федерального бюро расследований США (все пятеро проголосовавших против него сенаторов принадлежат к Демократической партии).
26 апреля 2019 года Рэй заявил о продолжении Россией политики вмешательства в американские внутриполитические процессы, включая подготовку к президентским выборам 2020 года, охарактеризовав эти действия как «значительную контрразведывательную угрозу». По словам Рэя, ФБР выделяет дополнительных агентов и аналитиков на операции по противодействию российским усилиям.
17 сентября 2020 года дал показания Комиссии Палаты представителей по внутренней безопасности, заявив о вмешательстве России в президентские выборы 2020 года посредством распространения дезинформации с целью воспрепятствовать избранию Джо Байдена и подорвать доверие американцев к результатам голосования, а также к антироссийскому истеблишменту США.
10 июня 2021 года дал показания Юридическому комитету Палаты представителей, в ходе которых квалифицировал штурм Капитолия 6 января 2021 года как внутренний терроризм и заявил об отсутствии у ФБР доказательств злоупотреблений со стороны Демократической партии при определении результатов президентских выборов 2020 года, опровергнув тем самым утверждения бывшего президента Дональда Трампа.
5 июня 2023 года председатель Надзорного комитета Палаты представителей США Джеймс Комер заявил о намерении выдвинуть против Кристофера Рэя обвинение в неуважении к Конгрессу, поскольку тот не выполнил полностью требование Комитета предоставить документы ФБР о возможной коррумпированности Джо Байдена в бытность его вице-президентом.
12 июля 2023 года Кристофер Рэй дал показания Судебному комитету Палаты представителей, отвечая на обвинения контролирующих этот Комитет республиканцев в политизации ФБР под руководством Рэя, в частности — в преследовании консерваторов и католиков. Председатель Комитета Джим Джордан заявил, что перед выборами 2020 года ФБР оказывало влияние на социальные сети с целью цензурирования информации о скандале с ноутбуком Хантера Байдена, предположительно содержавшим сведения о коррумпированности Джо Байдена. Джордан также утверждал, что сотрудники ФБР — информаторы о злоупотреблениях в организации подвергались давлению, и напомнил, что офис Бюро в Ричмонде подготовил позднее отозванный меморандум об экстремизме в католических общинах.
В среду 24 июля 2024 года Рэй вновь вызван в Судебный комитет Палаты представителей для дачи показаний по факту покушения на претендента в президенты США Дональда Трампа.
9 декабря 2024 года сенатор Чак Грассли призвал Рэя уйти в отставку по собственному желанию, чтобы дать избранному президенту Дональду Трампу возможность назначить его преемника (директора ФБР назначают на 10-летний срок, и Рэй может оставаться в этой должности до 2027 года).
11 декабря 2024 года Рэй объявил сотрудникам Бюро о намерении уйти в отставку вместе с администрацией президента Байдена в январе 2025 года.

## Личная жизнь
12 августа 1989 года Кристофер Рэй женился в Атланте на Хелен Гаррисон Хауэлл, финансовой управляющей The Yale Daily News, дочери вице-президента First National Bank of Atlanta и также выпускнице Йельского университета 1989 года. Венчание состоялось в епископальной церкви Святого Филиппа.